# Sten Stetter
Sten Stetter (4. januar 1940) er en dansk forfatter. Han har bl.a. skrevet ungdomsromanen, Slottet i Astrakon, som er udgivet på Forlaget Tellerup. Sten Stetter skriver primært fantasy. Stetter er uddannet cand.agro., men har siden sin ungdom skrevet bøger i fritiden. Sten Stetter er gift med Jytte Stetter med hvem han har tre børn.